# Transcritômica espacial

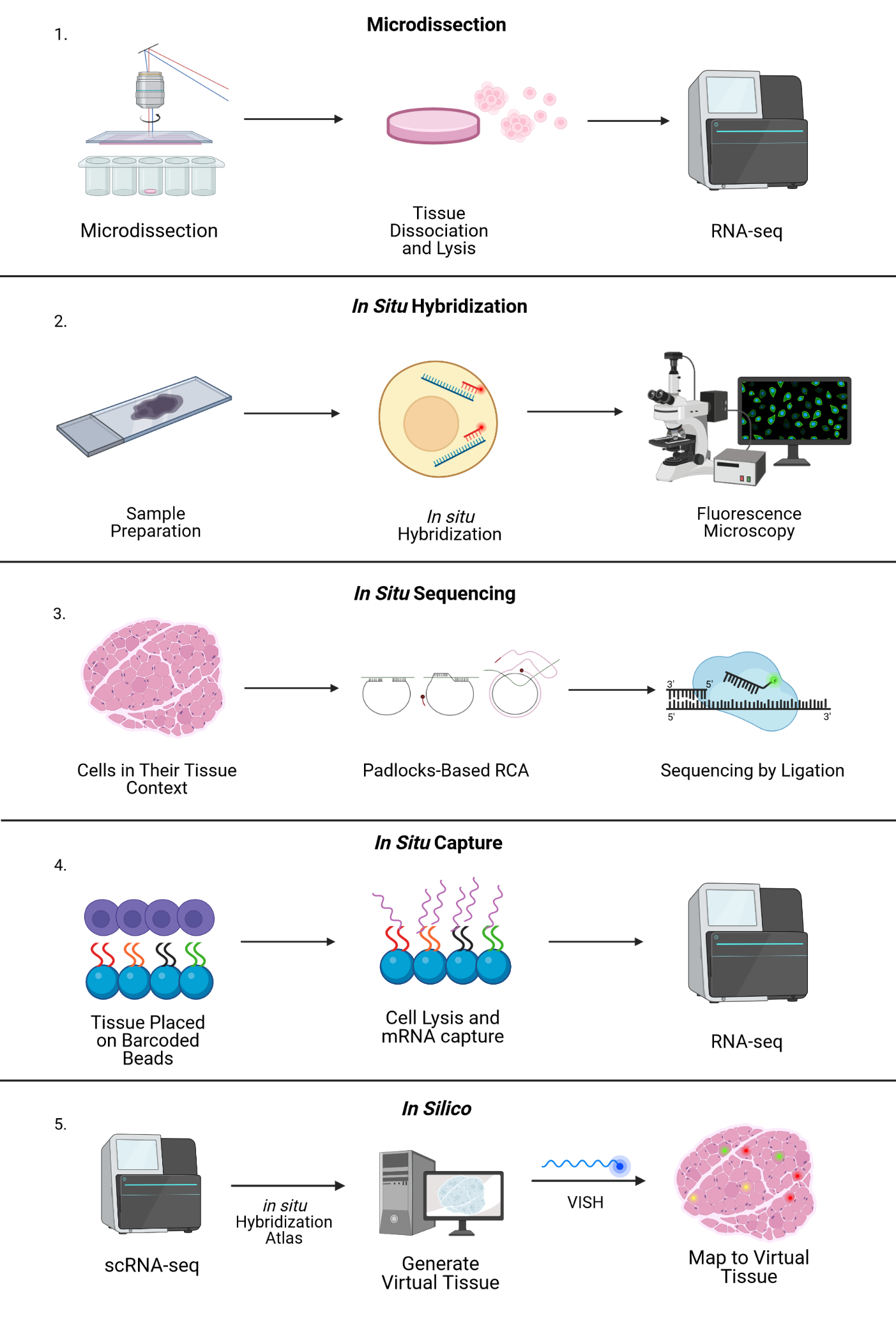
Visão geral dos métodos de transcriptômica espacial. 1, método de microdissecção. 2, método de hibridização in situ. 3, método de sequenciação in situ. 4, método de captura in situ. 5, método in silico.

A transcriptômica espacial é um termo abrangente para uma família de métodos para atribuir tipos de células (identificados pelas leituras de mRNA) às suas localizações nas seções histológicas. Este método também pode ser usado para determinar a localização subcelular de moléculas de mRNA. O termo é uma variação da Genômica Espacial, descrita pela primeira vez por Doyle, et al., em 2000 e depois expandida por Ståhl et al. al. em uma técnica desenvolvida em 2016, que desde então passou por diversas melhorias e modificações.